# Дочада
Дочада или дощада (тайск. ฎชฎา, чада - «ритуальный головной убор») — до, 14-я буква тайского алфавита, по произношению идентична букве додек (Д), но используется гораздо реже. В качестве инициали слога по стилю тонирования относится к аксонклану, среднему классу, как финаль относится к матре мекот, то есть в финали закрытого слога произносится как «Т».